# 스즈키 히로키 (1983년생 배우)
스즈키 히로키(일본어: 鈴木 裕樹, 1983년 10월 3일 ~ )는 일본의 배우이다.

## 출연작

### 드라마
- 2007년~2008년 《수권전대 게키렌쟈》칸도 쟝 / 게키 레드 역
- 2011년《해적전대 고카이저 7화》칸도 쟝 / 게키 레드 역
- 2016년 《집을 파는 여자》

### 영화
- 2006년 《테니스의 왕자》